# Gerrhonotus lugoi
Espèce
Statut de conservation UICN

 LC  : Préoccupation mineure
Gerrhonotus lugoi est une espèce de sauriens de la famille des Anguidae.

## Répartition
Cette espèce est endémique du Coahuila au Mexique,.

## Publication originale
- McCoy, 1970 : A new alligator lizard (genus Gerrhonotus) from the Cuatro Cienegas Basin, Coahuila, Mexico. Southwestern Naturalist, vol. 15, no 1, p. 37-44.